# Wilhelm II. von Büschen
Wilhelm von Büschen († 3. April 1402) war von 1398 bis zu seinem Tod 1402 als Wilhelm II. Bischof von Minden.

## Herkunft
Wilhelm entstammt der Ministerialenfamilie von Büschen, die mit einem Schloss (später Münchhausenhof genannt) in Hessisch Oldendorf begütert waren. Wilhelm war der einzige Bischof in Minden, der nicht wie die meisten Bischöfe aus höherem Adel abstammte, sondern aus einer Familie von Dienstmännern.

## Bischof von Minden
Wilhelm war vor seiner Bestellung zum Bischof Archidiakon in Lohe und Dompropst in Minden. Wilhelm wurde am 1. Februar 1398 zum Bischof bestellt, als sein Vorgänger Bischof Marquard ins Bistum Konstanz abberufen wurde. Wilhelm II. diente bis zu seinem Tod als Fürstbischof im Bistum Minden und war damit auch als Fürstbischof Regent im Hochstift Minden. Als seinen Amtssitz wählte er die Schalksburg, die etwa mit Amtsantritt Wilhelm II. an das Hochstift gefallen war, nachdem die Dynastie der Herren vom Berge erloschen war.